# Maurice V de Craon
Maurice V de Craon, né ap.1244 et mort le 11 février 1293, est un cadet de la famille de Craon. Il devient seigneur de Craon, Sablé et sénéchal d'Anjou, à la mort de son frère aîné Amaury II en 1270, jusqu'en 1293.
Proche du roi de France mais également du roi d’Angleterre, Maurice V était un personnage apprécié, reconnu des cours de France et d’Angleterre, incontournable des grandes affaires diplomatiques du moment. En 1290, il reçoit le titre de lieutenant général du roi d’Angleterre.

## Biographie

### Famille
Maurice V est le second fils de Maurice IV de Craon (av. 1226-1250) et de son épouse Isabelle de la Marche (v. 1225-1300) de la maison de Lusignan, demi-sœur du roi d'Angleterre Henri III Plantagenêt,.
Son frère cadet, Olivier de Craon (♰ 24 août 1285) est nommé archevêque de Tours le 24 mai 1285 mais décède à Rome avant d’être consacré,. Sa sœur Jeanne (av. 1249-av. 1288) s'unit à Gérard II de la maison Chabot. Enfin, il succède à son frère aîné, Amaury II de Craon (1244-1270).
Par sa mère, Maurice V est apparenté aux rois d'Angleterre et aux comtes de la Marche.

### Carrière
Maurice V apparait au service des rois d’Angleterre et de nombreux actes témoignent de leurs bons rapports. Ainsi, le 11 novembre 1270, Henri III donne une rente de 40 livres sterling au seigneur de Craon afin de l’indemniser du manoir de Burnes saisi au moment du décès d’Amaury Ier de Craon et donné à la reine Aliénor.
Maurice V entretient également de bonnes relations avec Charles II, comte d'Anjou, du Maine et roi de Sicile. Le 13 février 1289, Maurice devint vicaire et procureur général de l’Anjou et du Maine.
Maurice est ambassadeur en Angleterre ; à son retour, à Paris le 1er février 1292, il rédige son testament et meurt dix jours plus tard.
Il met en place le caveau funéraire des membres de la maison de Craon en s’appropriant la chapelle Saint-Jean-Baptiste de l’église des Cordeliers d’Angers.

### Mariage et descendance
En 1277, Maurice épouse Mahaud de Malines (♰ 28 sept. 1306) , fille du seigneur de Malines, Gauthier VI Berthout et de Marie, sœur du comte d’Auvergne. Gauthier VI Berthout avait épousé en 1238 Marie, fille de Guillaume VIII d’Auvergne et d’Alix de Brabant.
Le couple a pour enfants : 
- Marie de Craon (v. 1280-21 août 1322), dame de Châtelais, mariée en août 1299 à Robert Ier de Brienne, seigneur de Beaumont-le-Vicomte ;
- Amaury III de Craon (v. 1280-26 janv. 1322) qui lui succède ;
- Isabelle de Craon (v. 1285-13 juill. 1350), épouse d'Olivier III de Clisson, enterrée dans la chapelle familiale construite pour son père et ont :
  - Olivier IV de Clisson ;
  - Amaury de Clisson, qui épouse le 20 octobre 1333 à Angers, Isabeau, fille de Maurice de Ramefort et de Mortier Crolle.
- Jeanne, morte le 25 août 1312, célibataire et sans descendance.

## Sceaux et armoiries

### Sceau [1271]
Avers : Rond, 40 mm,.
Description : Écu losangé dans une rosace.
Légende : ✠ S' MAVRICII ⠅DOMINI ⠅DE ⠅CREDONIO ⠅
Légende transcrite : Sigillum Mauricii, domini de Credonio
Contre-sceau : Rond,.
Description : Ecu losangé placé tout au haut du champ, et dessous, deux lions adossés s'affrontant.
Légende : ✠ SIGILL • SECRETI • MEI •
Légende transcrite : Sigillum secreti mei

### Sceau [1277-1289]
Avers : Rond, 70 mm,.
Description : Sceau équestre, aux armes. Ecu losangé
Légende : ...MAV .....NESCAL' • ANDEG ⠅C...MANNIE ⠅ET.
Contre-sceau : Rond,.
Description : Écu losangé.
Légende : ✠ CONTRAS' • MAVRICII • DOMINI • DE ⠅CREDONIO
Légende transcrite : Contrasigillum Mauricii, domini de Credonio

### Armoiries [1271]
| Blason | Blasonnement : Écu d'or fuselé de douze pièces de gueules Commentaires : Blason de Maurice V de Craon, seigneur de Craon, d'après l'empreinte d'un sceau de 1271. |

Références,

### Armoiries [1277-1289]
| Blason | Blasonnement : Commentaires : Blason de Maurice V de Craon, seigneur de Craon, d'après les empreintes d'un contre-sceau de 1277 à 1289. |

Références,

## Sources et bibliographie

### Sources sigillographiques
- SIGILLA : base numérique des sceaux conservés en France, « Maurice V de Craon », sur sigilla.irht.cnrs.fr, Cnrs / IRHT. [lire en ligne]